# Heinrich Müllhaupt

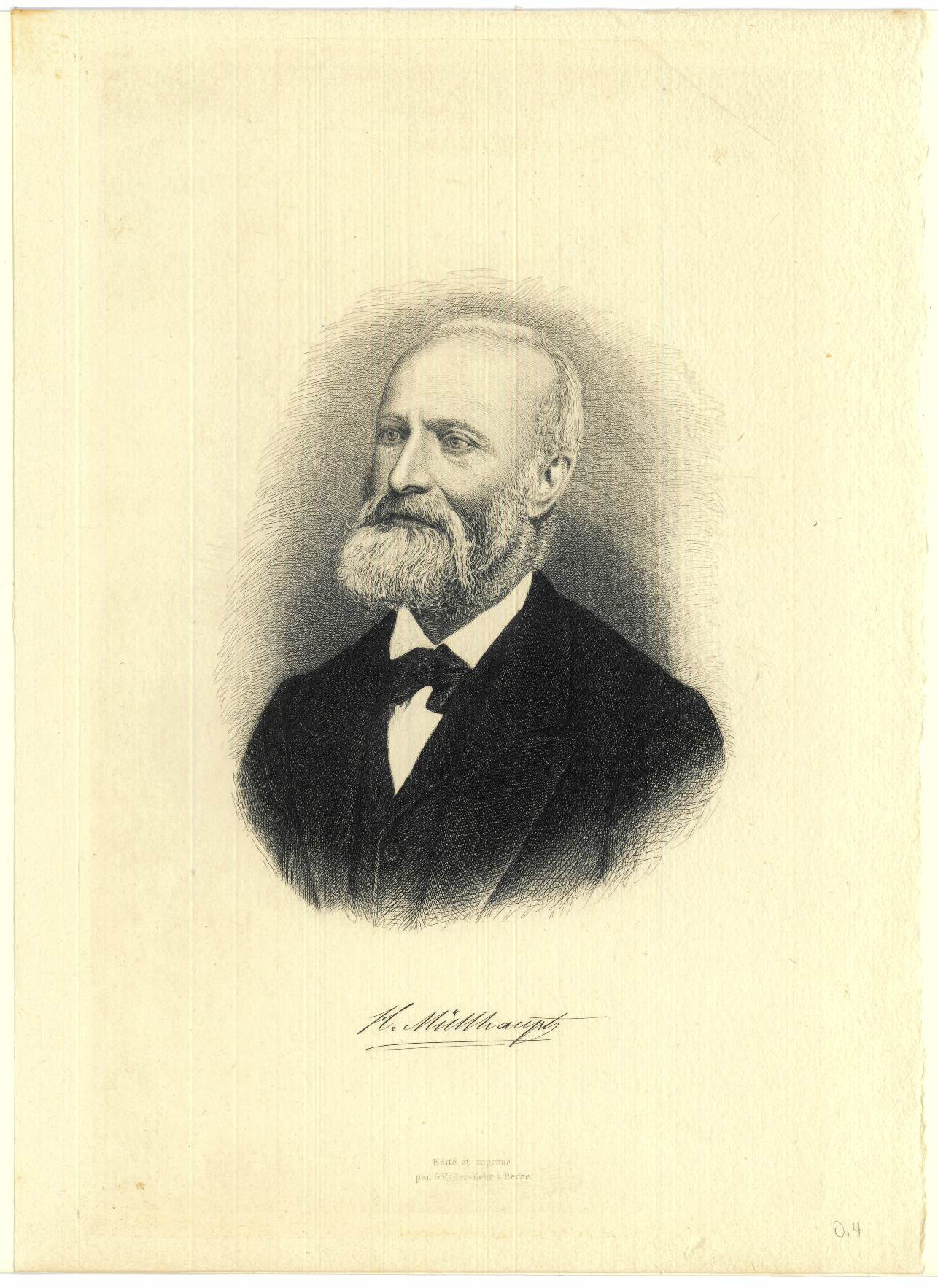
Porträt von Heinrich Müllhaupt (1820–1894)

Heinrich Müllhaupt (* 1820 in Zürich; † 24. August 1894 in Bern) war ein Schweizer Kupferstecher und Kartograf.

## Leben

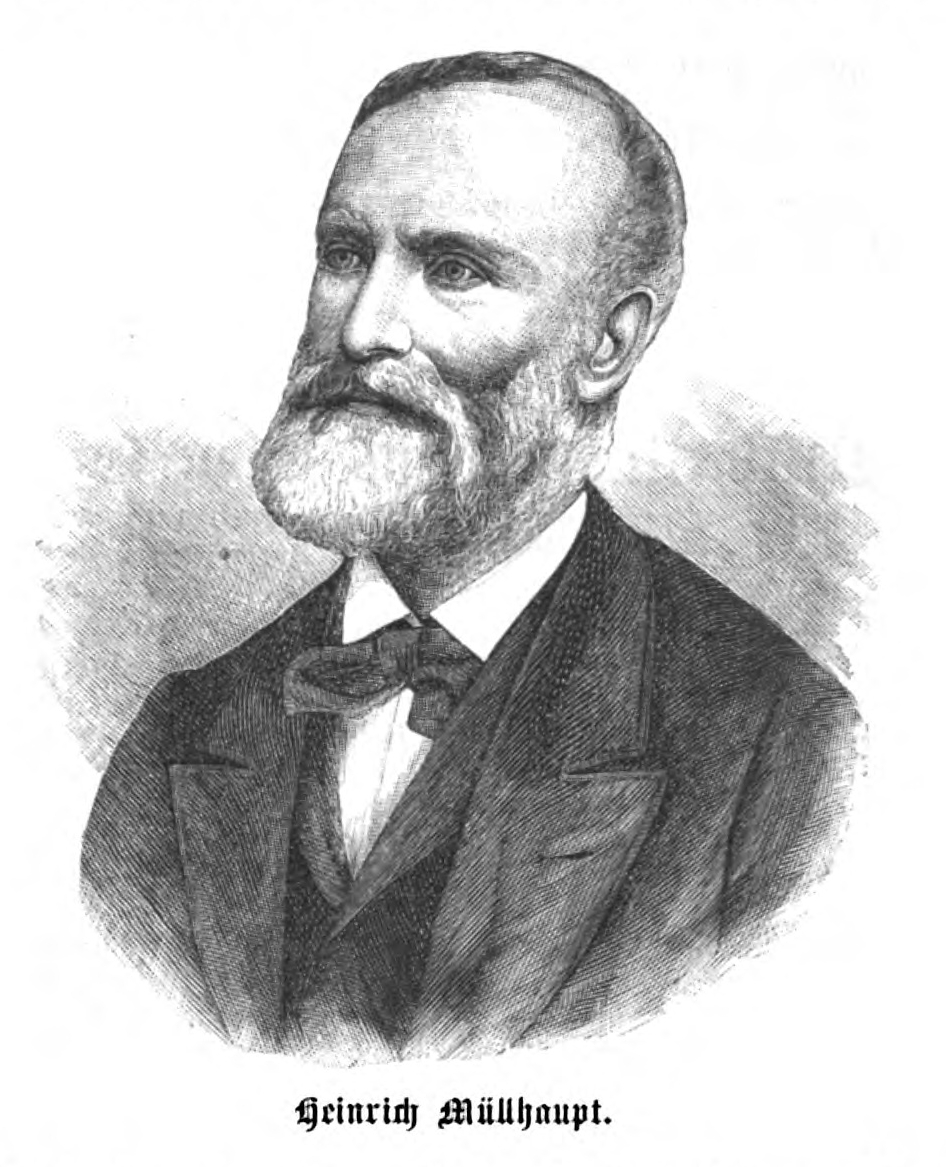
Porträt von Heinrich Müllhaupt (1820–1894)

Hans Heinrich Müllhaupt war ein gebürtiger Zürcher, Sohn des Jakob von Hofstetten bei Elgg, verheiratet mit Katharina Diener (1822–1893) und hatte die zwei Söhne Friedrich (1846–1917) und Markus (1854–1894). Müllhaupt lernte das Kupferstechen bei Hans Jakob Kull (1796–1846) und hatte später Gelegenheit, sich an dem als Flüchtling in die Schweiz eingewanderten Rinaldo Bressanini, zu hervorragender Virtuosität im eigentlichen Kartenstich heranzubilden. Ausser einer Reihe von Karten grösserer Schweizerstädte, rühren von ihm auch die Stiche der eidgenössischen topographischen Karte der Schweiz, der sogenannten Dufour-Karte (1:100'000) und der Generalkarte (1:250'000) her.
Nach Fertigstellung der Dufourkarte wurde im Jahr 1865 das topographische Bureau von Genf nach Bern verlegt, wo unter Leitung von Hermann Siegfried mit dem Stich des Topographischen Atlas der Schweiz (1:25'000 beziehungsweise 1:50'000) begonnen wurde.
Nachdem sich Heinrich Müllhaupt schon 1859 in Genf durch Gründung der Firma Müllhaupt & Sohn selbständig machte, verlegte er seinen Standort nach Bern an den Stadtbach, wo nun die Söhne Friedrich und Markus als Stecher und Drucker das Geschäft weiterführten.
Heinrich Müllhaupt war ab 1841 und damit während 53 Jahren Angestellter und Beamter des eidgenössischen topographischen Bureaus. Er starb am 24. August 1894 in Bern.

## Werke
- In Kartenportal.ch.[18]
- Im Portal E-rara.ch.[19]
- Im Bibliothekskatalog Alexandria.[20]
- Topographische Karte der Schweiz
- Carte du Canton de Vaud[21]